# Истман (Џорџија)
Истман (Џорџија) (енгл. Eastman) град је у америчкој савезној држави Џорџија. По попису становништва из 2010. у њему је живело 4.962 становника.

## Демографија
Према попису становништва из 2010. у граду је живело 4.962 становника, што је 478 (8,8%) становника мање него 2000. године.
| Група             | 2000.         | 2010.         |
| Белци             | 3.254 (59,8%) | 2.836 (57,2%) |
| Афроамериканци    | 2.032 (37,4%) | 1.809 (36,5%) |
| Азијати           | 26 (0,5%)     | 50 (1,0%)     |
| Хиспаноамериканци | 98 (1,8%)     | 235 (4,7%)    |
| Укупно            | 5.440         | 4.962         |